# Йемен на Сурдлимпийских играх
Йемен участвует в летних Сурдлимпийских играх с Игр 2009 года (не участвовали в Играх 2022 года), в зимних Сурдлимпийских играх на настоящий момент не участвовали ни разу. По состоянию на настоящее время, медалей на Играх ещё не выигрывали.